# Kurt Brugger
Pour les articles homonymes, voir Brugger.
Kurt Huber, né le 17 mars 1969 à Brunico, dans la province autonome de Bolzano, dans le Trentin-Haut-Adige, est un ancien lugeur italien.

## Biographie
Au début de sa carrière, il concourait en simple devenant même champion du monde juniors en 1988, puis s'est consacré uniquement au double les années suivantes aux côtés de Wilfried Huber avec qui il remporte le titre olympique en 1994 à Lillehammer.  
Kurt Brugger a participé à quatre Jeux olympiques d'hiver d'affilée, en 1988 (simple et double), 1992, 1994 et 1998. 
Après sa dernière saison en 2002-2003, il s'est adonné à son autre passion : l'alpinisme. Il a même gravi, l'un des plus hauts sommets du monde, le Nanga Parbat, dans l'Himalaya occidental. Depuis, il est devenu l’entraîneur-chef de l'équipe nationale de luge pour la saison 2013-2014.

## Palmarès
- Jeux olympiques d'hiver
  - Calgary 1988 : 15e du simple et 7e du double.
  - Albertville 1992 : 5e du double
  - Lillehammer 1994 :  Médaille d'or du double
  - Nagano 1998 : 5e du double
- Championnats du monde
  - Calgary 1990 :  Médaille d'argent du double
  - Calgary 1993 :  Médaille de bronze du double
  - Lillehammer 1995 :  Médaille de bronze du double
- Championnats d'Europe
  - Oberhof : médaille d'argent par équipes
  - Winterberg 1992 : médaille d'argent du double
  - Königssee 1994 : médaille d'or par équipes et médaille d'argent en double